# غاري سارجنت (لاعب كرة قدم)
غاري سارجنت (بالإنجليزية: Gary Sargent)‏ هو لاعب كرة قدم بريطاني في مركز الهجوم، ولد في 11 سبتمبر 1952. لعب مع سكونثورب يونايتد ونورثامبتون تاون.